# La Ceiba (Jalpa de Méndez)
La Ceiba es una ranchería del municipio de Jalpa de Méndez ubicado en la subregión centro del estado mexicano de Tabasco.

## Geografía
La localidad de La Ceiba se sitúa en las coordenadas geográficas 18°15′04″N 93°04′35″O / 18.251111, -93.076389, a una elevación de 2 metros sobre el nivel del mar.

## Demografía
Según el Conteo de Población y Vivienda 2020, efectuado por el Instituto Nacional de Estadística y Geografía, la localidad de La Ceiba tiene 629 habitantes, de los cuales 332 son del sexo masculino y 297 del sexo femenino. Su tasa de fecundidad es de 2.48	hijos por mujer y tiene 137 viviendas particulares habitadas.
| Gráfica de evolución demográfica de La Ceiba entre 1940 y 2020 |
|                                                                |
| INEGI.                                                         |